# 나이절 도너휴
나이절 존 패트릭 도너휴(보스니아어: Nigel John Patrick Donohue, 1969년 12월 20일~)는 영국의 전직 유도 선수, 레슬링 선수이다. 영국 국가대표 유도 선수로서 1992년 하계 올림픽과 1996년 하계 올림픽에 참가했다.